# Mésorégion métropolitaine de São Paulo
 (février 2025).
Si vous disposez d'ouvrages ou d'articles de référence ou si vous connaissez des sites web de qualité traitant du thème abordé ici, merci de compléter l'article en donnant les références utiles à sa vérifiabilité et en les liant à la section « Notes et références ».
La mésorégion métropolitaine de São Paulo est l'une des 15 mésorégions de l'État de São Paulo. Elle regroupe 45 municipalités groupées en 7 microrégions.

## Données
La région compte 20 893 053 habitants pour 9 298 km².

## Microrégions[1]
La mésorégion métropolitaine de São Paulo est subdivisée en 7 microrégions:
- Franco da Rocha
- Guarulhos
- Itapecerica da Serra
- Mogi das Cruzes
- Osasco
- Santos
- São Paulo